# Kenney Jones
Kenneth Thomas "Kenney" Jones (Stepney, Londres, 16 de septiembre de 1948) es músico inglés, más conocido por ser el baterista de las bandas The Small Faces, The Faces y The Who.

## Biografía
Kenney Jones nació el 16 de septiembre de 1948 en Stepney, Londres. Fue un miembro de The Faces junto con Rod Stewart y Ron Wood desde 1969 hasta 1975, cuando la banda se disolvió. 
Desde 1978 hasta 1983, Jones fue el baterista de la reconocida banda The Who reemplazando a Keith Moon, quien había muerto en 1978 por una sobredosis de pastillas para controlar su alcoholismo. Con The Who participó en la grabación de dos discos Face Dances y It's Hard, formando parte de canciones como You Better You Bet y Eminence Front. Jones realizó un considerable trabajo en ambos discos, principalmente en canciones como The Quiet One y You en Face Dances, y en It's Hard en el álbum homónimo. Sin embargo éstos discos fueron muy criticados por fanes y expertos por ser inferiores a sus predecesores. Jones, además, actuó junto a la banda en varias giras, teniendo grandes actuaciones en muchas de ellas, pero no logró satisfacer a la mayoría de los fanáticos, ni a Roger Daltrey (cantante de The Who), quien insistió en sacarlo de la banda debido a que consideraba que no era el baterista adecuado para los Who. Además,en 1985 , Jones tocó con The Who en Live Aid.
Jones también ha tocado junto con artistas como los Rolling Stones, Pete Townshend, Chuck Berry, Jerry Lee Lewis, Eric Clapton y Wings. En 2001 Jones se reunió con otros artistas para formar una nueva banda conocida como The Jones Gang, con quienes grabaría su primer disco en 2005, titulado Any Day Now.